# Championnats du monde de natation en petit bassin
Ne doit pas être confondu avec Championnats du monde de natation.
Les championnats du monde de natation en petit bassin se déroulent tous les deux ans depuis 1993. Organisée les années impaires de 1993 à 1999, la compétition se déroule toutes les années paires depuis l'édition 2000. Puisque les championnats du monde de natation en grand bassin se déroulent les années impaires, la Fédération internationale de natation organise chaque année un grand championnat. Mais tandis que les championnats du monde organisés les années impaires rassemblent l'ensemble des sports gérés par la FINA (natation en grand bassin, nage en eau libre, natation synchronisée, plongeon, water polo), les championnats du monde en petit bassin ne comptent que des épreuves de natation en bassin de 25 m.

## Éditions
| N° | Édition | Ville             | Pays                    | Date                        |
| -- | ------- | ----------------- | ----------------------- | --------------------------- |
| 1  | 1993    | Palma de Majorque | Espagne                 | 2-5 décembre 1993           |
| 2  | 1995    | Rio de Janeiro    | Brésil                  | 30 novembre-3 décembre 1995 |
| 3  | 1997    | Göteborg          | Suède                   | 17-20 avril 1997            |
| 4  | 1999    | Hong Kong         | Hong Kong               | 1-4 avril 1999              |
| 5  | 2000    | Athènes           | Grèce                   | 16-19 mars 2000             |
| 6  | 2002    | Moscou            | Russie                  | 3-7 avril 2002              |
| 7  | 2004    | Indianapolis      | États-Unis              | 7-10 octobre 2004           |
| 8  | 2006    | Shanghai          | Chine (1)               | 5-9 avril 2006              |
| 9  | 2008    | Manchester        | Royaume-Uni             | 9-13 avril 2008             |
| 10 | 2010    | Dubaï             | Émirats arabes unis (1) | 15-19 décembre 2010         |
| 11 | 2012    | Istanbul          | Turquie                 | 12-16 décembre 2012         |
| 12 | 2014    | Doha              | Qatar                   | 3-7 décembre 2014           |
| 13 | 2016    | Windsor           | Canada                  | 7-11 décembre 2016          |
| 14 | 2018    | Hangzhou          | Chine (2)               | 11-16 décembre 2018         |
| 15 | 2021    | Abou Dabi         | Émirats arabes unis (2) | 16-21 décembre 2021         |
| 16 | 2022    | Melbourne         | Australie               | 13-18 décembre 2022         |
| 17 | 2024    | Budapest          | Hongrie                 | 10-15 décembre 2024         |

## Palmarès nations
- .1993,2000,2002,2004,2010,2012,2014
- .1995,1997,1999,2006,
- .2008, Doug van Wii